# Strövelstorps församling
Strövelstorps församling är en församling i Bjäre-Kulla kontrakt i Lunds stift. Församlingen ligger i Ängelholms kommun i Skåne län och utgör ett eget pastorat.

## Administrativ historik
Församlingen har medeltida ursprung. 
Församlingen var till 1 november 1858 annexförsamling i pastoratet Ausås och Strövelstorp för att därefter till 1962 utgöra ett eget pastorat. Från 1962 till 1998 var den moderförsamling i pastoratet Strövelstorp, Ausås och Starby. År 1998 införlivades Ausås och Starby församlingar och församlingen utgör sedan dess ett eget pastorat.

## Kyrkobyggnader

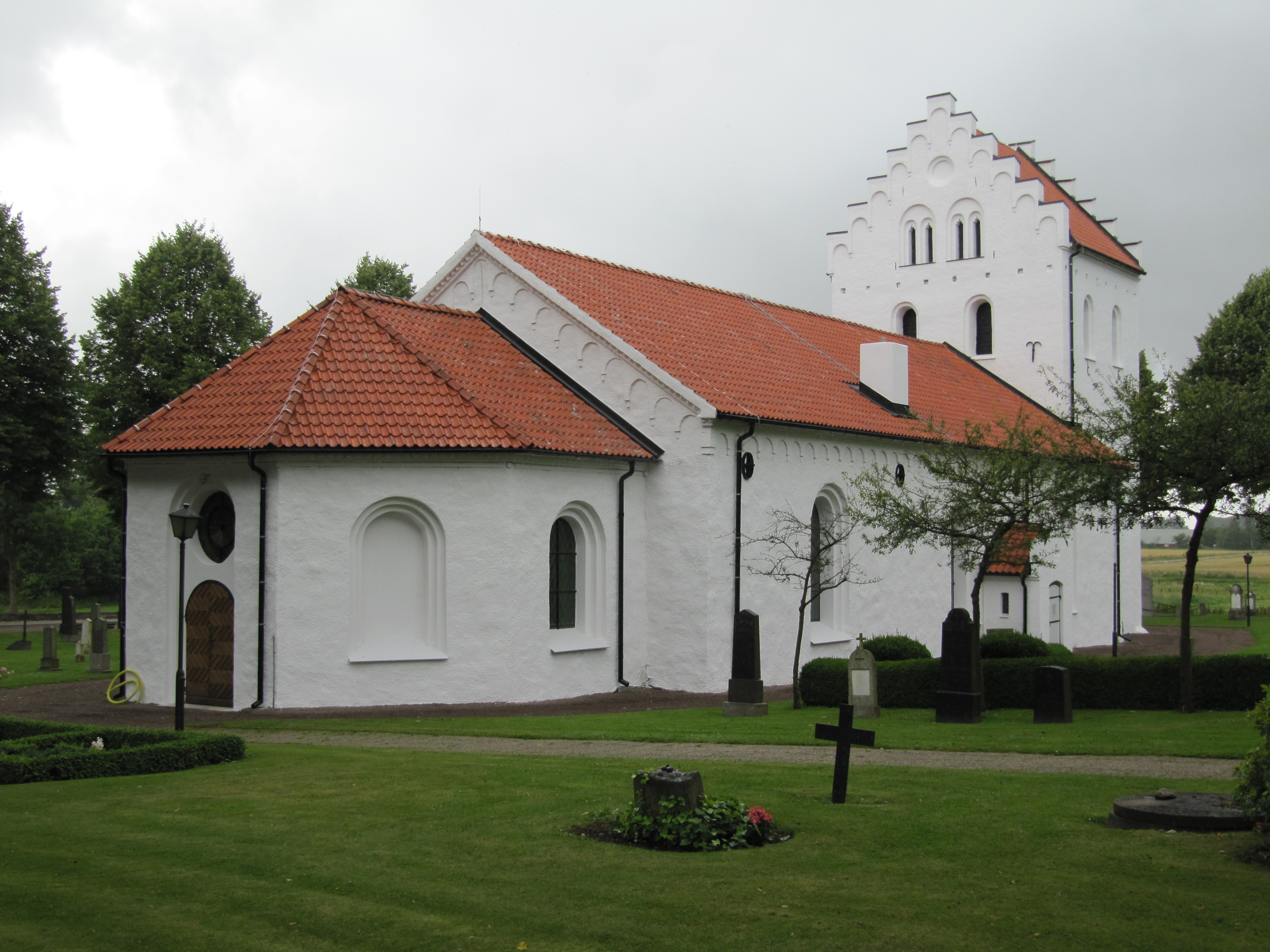
Ausås kyrka
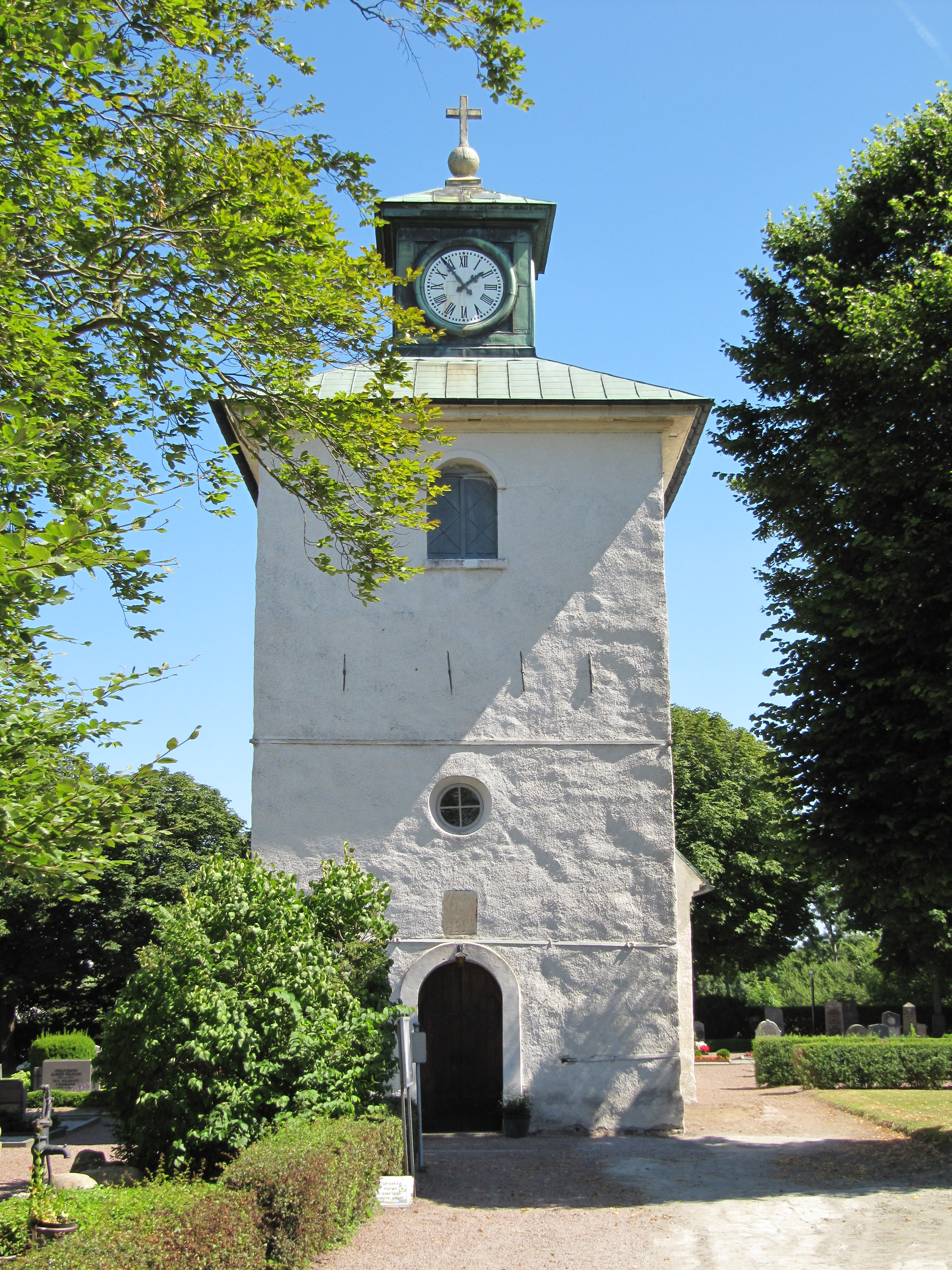
Starby kyrka
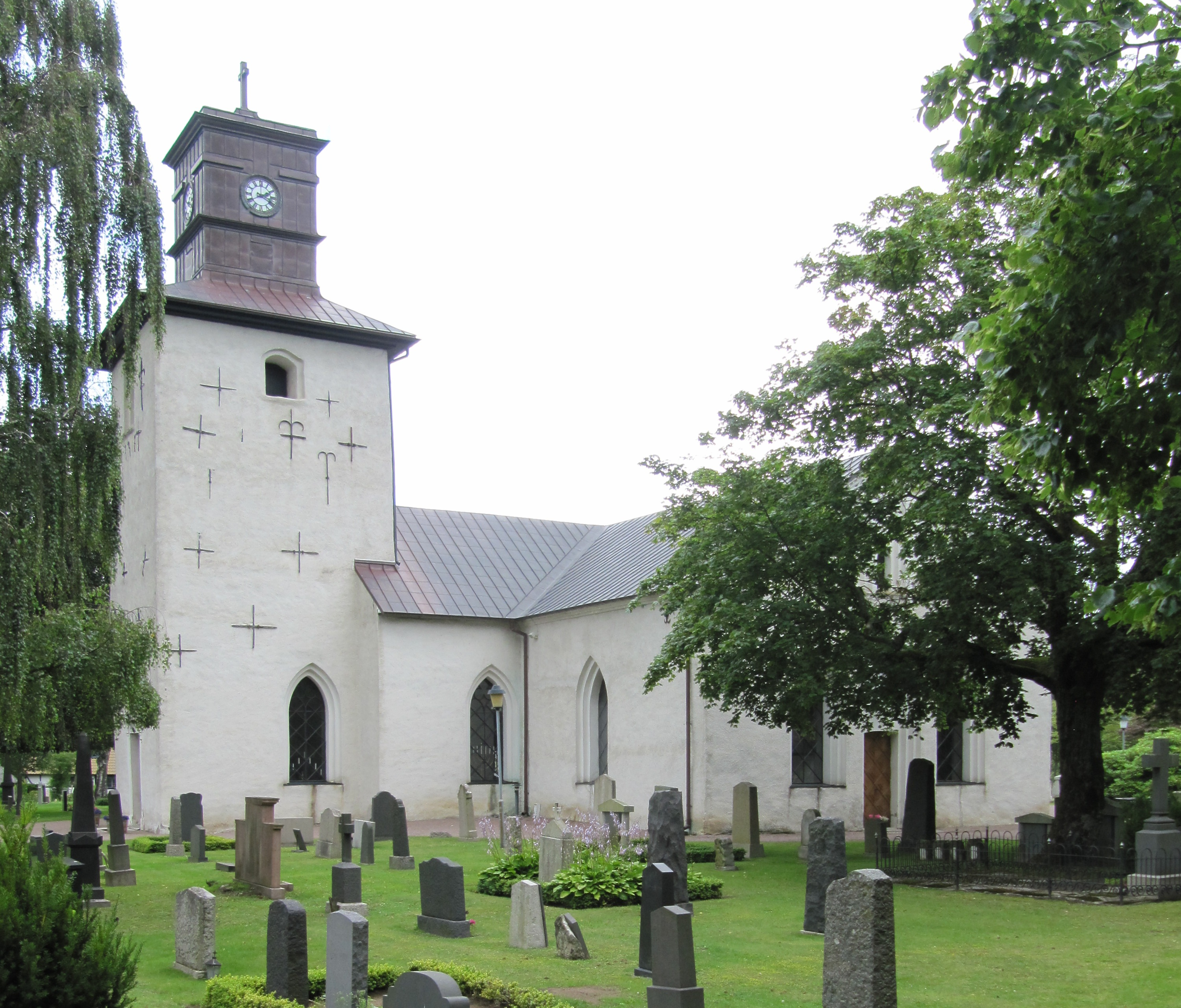
Strövelstorps kyrka